# Combinat

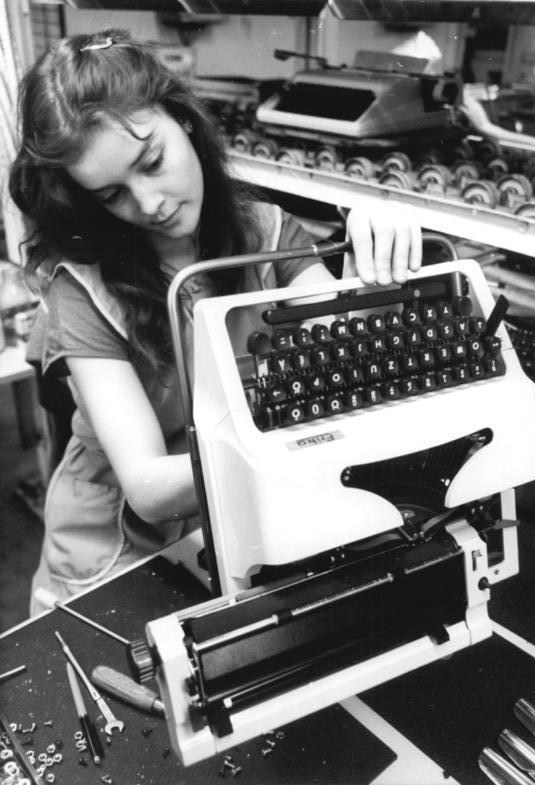
Assembage d'une machine à écrire (combinat Robotron, République démocratique allemande, 1987).

Un combinat (allemand : Kombinat ; russe : Комбинат) désignait, dans le bloc soviétique, un groupe d'entreprises d'un même domaine de production coopérant pour obtenir de meilleurs rendements. Les combinats sont apparus après la Seconde Guerre mondiale.
En Allemagne de l'Est, les combinats étaient des regroupements de sociétés ayant le statut « d'entreprise populaire » (allemand : VEB, pour Volkseigener Betrieb : « qui appartient au peuple ») ; d'autres regroupements d'entreprises ont existé dans ce pays : les Sowjetische Aktiengesellschaft (SAG ; groupes de droit soviétique créés en 1946 pour servir de réparations de guerre, disparus en 1953), et les Vereinigung Volkseigener Betriebe (VVB), ou « Union d'entreprises populaires » (premiers groupements de VEB, créés en 1948, puis intégrés aux combinats en 1979). Comme les konzerns d'Allemagne de l'Ouest, les combinats pouvaient être à intégration verticale ou horizontale, et fonctionnaient selon des principes socialistes.
Par ailleurs, au-delà de la production à proprement parler, la mutualisation au sein du combinat pouvait se porter sur les secteurs de la vie du personnel, très importants dans les entreprises socialistes : écoles, équipes sportives, foyers ou centres de vacances.

## Quelques combinats
- Combinat Haushaltsgeräte, à Karl-Marx-Stadt en Allemagne de l'Est
- Combinat Robotron, à Dresde en Allemagne de l'Est
- Combinat métallurgique de Magnitogorsk, en Union soviétique
- Combinat de potasse de l'Oural
- Combinat d'Erdenet, en Mongolie